# Fex
A Fex egy német new wave együttes, mely kezdetben 1983 és 1985 között működött, majd 2024-től újra aktív. Egyik legismertebb daluk a Subways Of Your Mind, amely évekig az internet legrejtélyesebb dalaként (The Most Mysterious Song On The Internet) volt nyilvántartva, s 17 év után derítettek fényt az előadóra.

## Történetük
1983-ban alakultak Kielben, 1984 szeptemberében Brémában tehetségkutató versenyt nyertek. 1985 nyarán egy kisebb turné lezárásaként az alsó-szászországi Bruchhausen-Vilsenben megrendezett fesztiválon is felléptek.
Legismertebb daluk a Subways Of Your Mind, melyet 1983-84-ben rögzítettek, s szélesebb körben való ismertté válásuk is ennek köszönhető. 1984 ősze környékén sugározhatta ezt a dalt vélhetően az NDR1 rádióadó, melynek műsoráról egy Darius nevű wilhelmshaveni fiatal felvételt készített. Évekkel később amikor a felvételeket rendszerezte, ez az egy szám továbbra is ismeretlen maradt számára. Testvére, Lydia 2007-ben feltöltötte egy részletét egy fórumra, ahol ugyan próbálkoztak a felhasználók megfejteni, de nem jutottak előbbre. A dal szélesebb körökben akkor kapott nyilvánosságot, amikor egy Reddit-felhasználó (gabgaskins) 2019-ben több felületen is próbálkozott kideríteni, hogy ki az előadó és mi a szám pontos címe. A megoldatlan rejtély egyre nagyobb publicitást nyert, ugyanebben az évben az amerikai Rolling Stone magazin is foglalkozott a témával egy hosszabb cikkben. A keresés során Like The Wind-ként hivatkoztak rá, ugyanis így szól a kezdősor. Az sem volt biztos, hogy melyik rádióadó melyik műsorán sugározhatták a számot. Az évek során a lelkes amatőrök a Musik für junge Leute c. rádióműsor szerkesztőjét, Paul Baskerville-t is felkeresték, hátha tud információval szolgálni, de a dalra nem emlékezett, s ő is csak arra tudott következtetni, hogy egy hivatalosan kiadatlan felvételt, egy feltörekvő együttes demonstrációs kazettájának anyagát játszhatták le, majd a kazettának nyoma veszett. A rejtély megoldására végül 2024 novemberében került sor, amikor a Reddit fórumán több felhasználó is megpróbálta az 1980-as évek első felében különböző fesztiválokon fellépett együtteseket felkutatni. Egyikük, marijn1412 végül kapcsolatba lépett Michael Hädrich-hel, aki elküldött részére a korábbi felvételeik közül néhányat, ebből az egyik éppen a régóta keresett dal volt. Végül Michael kapcsolatba lépett az együttes korábbi tagjaival és újra összeálltak. A Fex együttes tagjainak egészen eddig nem volt tudomások arról, hogy internetezők tömege próbálja megfejteni a dalukat övező rejtélyt.
A Subways Of Your Mind akusztikus változatának világpremierjére 2024 novemberében került sor az NDR-en, Ture Rückwardt, Michael Hädrich és Norbert Ziermann közreműködésével. A későbbiekben Hans-Reimer Sievers is csatlakozott hozzájuk. A népszerűség hatására az együttes tagjai úgy döntöttek, hogy egykori dalaikat újra felveszik, valamint a régieket is újra kiadják. Ezek közül a Subways Of Your Mind és a Heart in Danger 2025 januárjában adták ki mikrobarázdás kislemezen (SP), valamint digitális formátumban is elérhetővé tették dalaikat. A Skyscraper című, 10 dalt tartalmazó nagylemezüket szintén 2025-ben jelentették meg.
A csaknem két évtizedet átölelő keresésről könyv is jelent meg 2025-ben The Search for the Most Mysterious Song on the Internet címmel, T. L. Norman szerkesztésében.

## Tagok
- Ture Rückwardt - ének, gitár
- Michael Hädrich - billentyűs hangszerek, gitár, háttérvokálok
- Norbert Ziermann - basszus
- Hans-Reimer Sievers - dob

## Korábbi tagok
- Ilona Rückwardt - ének
- Jörg Lemcke - basszus

## Diszkográfia

### Albumok
- Skyscraper (The Outer Edge, 2025)

### Kislemezek és demók
- Subways Of Your Mind / Heart In Danger / Talking Heads (magánkiadású demokazetta, 1985)
- Subways Of Your Mind / Heart In Danger (mikrobarázdás kislemez, The Outer Edge, 2024-25)
- More Waves From The Past (4 dalt tartalmazó EP, The Outer Edge, EDGE-034, 2025)

### Válogatáslemezen megjelent dal
- Jenny (A Zeus Top Hits c. válogatáslemez B oldalán, Elite Special, XZLP 5200, 1985)[8]